# Richard Edghill
Richard Edghill (ur. 23 września 1974) – piłkarz angielski występujący na pozycji obrońcy. W drugiej połowie lat dziewięćdziesiątych XX wieku był kapitanem Manchesteru City.